# 籾山重幸
籾山 重幸（もみやま しげゆき、1881年9月11日 - 1957年11月26日）は、日本海軍の軍人。
最終階級は海軍大佐。

## 経歴
愛媛県出身。士族 籾山重算の七男として生まれる。1901年（明治34年）11月、旧制松山中学(現:愛媛県立松山東高等学校)第9期卒業。1901年（明治34年）12月、海軍機関学校入学、1905年（明治38年）3月、海軍機関学校を卒業し少機関士候補生となり、日露戦争日本海海戦に第二艦隊「浅間」乗組として参戦、さらに第四艦隊「鎮遠」乗艦、間宮海峡哨戒の任に就く。1905年（明治38年）12月、実地研究のため「出雲」乗組、後1906年（明治39年）3月「葛城」乗組、同4月韓国東海岸にて測量等の任に就く。同10月第一予備艦「敷島」に乗艦の後、同11月韓国沿岸巡航、1907年（明治40年）7月佐世保帰着後、同8月、第二艦隊「新高」に乗組、韓国沿岸にて警備の任に就く。
1907年（明治40年）9月、海軍機関中尉任官。1908年（明治41年）12月、「潮」乗組。翌年第二艦隊配属。1910年（明治43年）12月、「磐手」分隊長となり、爾後「千代田」（第二艦隊）「日進」（第三予備艦）の各分隊長などを歴任。1914年（大正3年）6月、「肥前」分隊長に着任。
1914年（大正3年）8月、獨國への宣戦布告となり「大正三四年戦役(第一次世界大戦)開戦」、亜米利加西海岸に於いて、英艦隊と協同索敵の任務に従事。1915年（大正4年）2月、横須賀港帰着。同年11月、大正天皇「即位の礼」饗餞を賜る。
1915年（大正4年）12月佐世保鎮守府附機関長承命服務、1917年（大正6年）4月、海軍機関少佐に進級。「扶桑」(第一艦隊)分隊長歴任、1921年（大正10年）12月、海軍機関中佐に昇進。
爾後、戦役の功により、1922年（大正11年）11月、勲三等旭日瑞宝章を賜る。1924年（大正13年）2月、海軍省横須賀鎮守府「横須賀防備隊」機関長就任後、1925年（大正14年）12月、海軍機関大佐に昇進。同月予備役編入となる。1935年（昭和10年）9月後備役、1942年（昭和17年）11月、勅令第61号改正により海軍大佐となる。

## 家族親族
- 本人:青地林宗(大伯父)/松山藩医　五百木良三(義兄)/思想家「日本及日本人」主宰 俳号/五百木瓢亭(同郷俳友/正岡子規)　実妹:矢野カメ
- 妻:籾山清子:石坂惟寛(祖父)/陸軍軍医総監　石坂善次郎(伯父)/陸軍中将 靖国神社 遊就館館長　菅原通済(従弟)/三悪追放協会 土木工業協会会長　須藤義衛門(伯父)/獣医学者　竹越與三郎(伯叔従父)/国民新聞社　貴族院議員　衆議院議員
- 妻:籾山嘉壽 子 籾山俊幸